# Jōji Takeuchi
Jōji Takeuchi (jap. 竹内 譲次 Takeuchi Jōji) (ur. 29 stycznia 1985 w Suicie) – japoński koszykarz, grający na pozycji silnego skrzydłowego, reprezentant kraju, obecnie zawodnik Alvark Tokio. 
Jego brat bliźniak Kōsuke, jest także koszykarzem i reprezentantem kraju.

## Osiągnięcia
Stan na 22 stycznia 2020, na podstawie, o ile nie zaznaczono inaczej.
Drużynowe
- Mistrz Japonii (2018, 2019)
- Wicemistrz Japonii (2009)

Indywidualne
- Debiutant roku ligi japońskiej (2008)
- Zaliczony do I składu ligi japońskiej (2006, 2008, 2014)
- Uczestnik meczu gwiazd ligi japońskiej (2007/2008, 2008/2009, 2009/2010, 2010/2011, 2011/2012, 2012/2013, 2013/2014, 2014/2015, 2015/2016, 2016/2017)
- Lider ligi japońskiej w:
  - zbiórkach (2010, 2011)
  - blokach (2012)

Reprezentacja
- Brązowy medalista:
  - mistrzostw Azji Wschodniej (EABA – East Asian Basketball Championship – 2017)
  - igrzysk azjatyckich (2014)
- Uczestnik:
  - mistrzostw:
    - świata (2006 – 17. miejsce, 2019 – 31. miejsce)
    - Azji (2005 – 5. miejsce, 2007 – 8. miejsce, 2009 – 10. miejsce, 2011 – 7. miejsce, 2015 – 4. miejsce)

  - igrzysk azjatyckich (2006 – 6. miejsce, 2010 – 4. miejsce, 2014)
  - kwalifikacji:
    - do igrzysk olimpijskich (2016 – 6. miejsce)
    - azjatyckich do mistrzostw świata (2017 – 4. miejsce)